# Chapelle du domaine de Bel-Air
La chapelle du domaine de Bel-Air est un édifice remarquable de l'île de La Réunion, département et région d'outre-mer français dans le sud-ouest de l'océan Indien.

## Histoire
Située à Sainte-Suzanne, elle a été construite par Camille Jurien de la Gravière dans un style néogothique entre 1858 et 1860.